# حريق ملهى ياوندي
حريق ملهى ياوندي في 23 يناير 2022 أدى حريق في ملهى ليلي في ياوندي الكاميرون إلى مقتل ما لا يقل عن 16 شخصًا.
بعد الساعة الثانية صباحًا بقليل تم استخدام الألعاب النارية داخل الغرفة الرئيسية في نادي ليف الليلي في باستوس، وهي منطقة راقية في عاصمة الكاميرون ياوندي مما أشعل النار في السقف. امتد الحريق إلى مكان يتم فيه تخزين غاز الطهي في زجاجات، وهو ما تسبب في انفجارين. قُتل ما لا يقل عن 16 شخصًا وأصيب ثمانية آخرون.